# Flötenkonzert (Loriot)
Flötenkonzert ist ein Sketch des deutschen Humoristen Loriot, in dem das Publikum durch das Nachrücken auf freie bessere Sitzplätze den Beginn eines klassischen Konzerts verhindert. 
Der Sketch wurde 1978 für die sechste Folge der Sendereihe Loriot produziert, darin aber nicht ausgestrahlt. Stattdessen wurde er 1983 in der Sendung Loriots 60. Geburtstag gezeigt, ist Teil von Wiederholungen der zweiten Folge der Sendereihe Loriot und wurde auch in die Neuschnittfassung dieser Reihe aus dem Jahr 1997 aufgenommen.

## Handlung
Der Sketch, in dem kein Wort gesprochen wird, zeigt einen Konzertsaal. Auf der Bühne steht ein Flötist, und ein Pianist sitzt am Flügel. Die erste Reihe des Konzertsaals ist fast vollständig unbesetzt. Kurz bevor die Musiker mit ihrem Musikvortrag beginnen wollen, wechseln die Zuschauer aus der zweiten Reihe in die erste. Nach und nach füllt unter den ungläubigen Blicken der beiden Musiker das Publikum aus den hinteren Reihen die freigewordenen Plätze in den vorderen Reihen auf. Nachdem dieser Plätzetausch ein Ende gefunden hat, tauchen ein Ehepaar und ein einzelner Mann auf und wollen ihre Plätze in der ersten Reihe einnehmen. Das führt zu einem Chaos unter den Zuschauern, die nun alle versuchen, auf ihre alten Plätze zurückzukehren, und damit den Beginn des Konzerts erneut verhindern.

## Produktion und Ausstrahlung
Die Idee des Sketches entstand während eines Aufenthalts von Loriot auf Schloss Elmau, wo er zusammen mit dem Redakteur Jürgen Breest an Konzepten für die Sendereihe Loriot arbeitete. Als die beiden auf für sie reservierte Plätze in der ersten Reihe eines Konzerts verzichteten, um lieber weiterzuarbeiten, fragten sie sich, was nun mit den beiden Plätzen passieren würde.
Das Flötenkonzert war für die sechste und letzte Folge der Sendereihe Loriot vorgesehen, die Radio Bremen produzierte. Es wurde 1978 gemeinsam mit dem Salamo-Konzert aufgenommen, bei dem ein Mann ein Konzert besucht, für das er eine Karte in einem Preisausschreiben gewonnen hat. Für den Dreh wurde im Atelier ein Konzertsaal aufgebaut und mit Komparsen besetzt. Im Flötenkonzert übernahm Loriot die Rolle des Flötisten, Bruno W. Pannek saß wie beim Salamo-Konzert am Flügel. Das zu spät kommende Ehepaar spielten Heinz Meier und Evelyn Hamann, den einzelnen Herrn stellte Rudolf Kowalski dar.
Im Gegensatz zum Salamo-Konzert wurde das Flötenkonzert nicht in der sechsten Loriot-Folge gezeigt. Zum einen wäre die Folge bei einer Aufnahme zu lang gewesen, zum anderen hätten zwei Konzert-Sketche zu sehr von der zusammenhängenden Geschichte rund um die Familie Hoppenstedt abgelenkt. Stattdessen war der Sketch fünf Jahre später Teil der Sendung Loriots 60. Geburtstag, die ebenfalls von Radio Bremen produziert und am 12. November 1983 im Deutschen Fernsehen ausgestrahlt wurde. In dieser Sendung hat der Sketch eine Länge von 2:15 Minuten. Loriot weist in der Ansage des Sketches ausdrücklich darauf hin, dass dieser noch nie zuvor gezeigt wurde.
Daneben war das Flötenkonzert auch in Wiederholungen von Loriots Teleskizzen, der zweiten Folge der Loriot-Reihe, zu sehen. In der Erstausstrahlung der Folge wurde noch der Trickfilm The Mad Baker des US-Amerikaners Ted Petok gezeigt, eine Frankenstein-Parodie, die Loriot und Stefan Lukschy synchronisierten. In Wiederholungen ersetzte man den Film durch das Flötenkonzert und den bereits 1972 in Loriots erster Sendereihe Cartoon gezeigten Trickfilm-Sketch Der Kunstpfeifer, in dem ein Mann in einem Interview wahrheitswidrig vorgibt, gut pfeifen zu können. In der gezeigten Version des Flötenkonzerts ist das Chaos am Ende mehr als eineinhalb Minuten lang, während es in der Version aus Loriots 60. Geburtstag nur etwa 20 Sekunden dauert. Wann das Flötenkonzert erstmals als Teil von Loriots Teleskizzen ausgestrahlt wurde, ist unbekannt.
In der Neuschnittfassung von Loriot aus dem Jahr 1997, die aus 14 Folgen besteht, ist das Flötenkonzert gemeinsam mit dem Kunstpfeifer Teil der zehnten Folge mit dem Titel Vom Jodeln, Flöten, Pfeifen, Fiedeln, von Küssen und Kosakenzipfeln. Sie wurde am 24. Juni 1997 im Ersten ausgestrahlt. Zu sehen ist die Version aus Loriots 60. Geburtstag, die noch mal um ein paar Sekunden gekürzt wurde.

## Einordnung
Für den Germanisten Stefan Neumann, der zu Loriots Leben und Werk promovierte, zeigt Flötenkonzert ein für Loriots Sketche typisches Szenario, bei dem eine alltägliche Beobachtung ins Absurde gesteigert wird. Der Spott richtet sich dabei gegen das Publikum und nicht gegen die Musik. Auch dies sei typisch für diejenigen Sketche von Loriot, in denen Musik eine Rolle spielt, wie die Germanistin Claudia Hillebrandt anmerkt.

## Bildtonträger
- Loriots Vibliothek. Band 2: Wo laufen sie denn? und andere Probleme des gehobenen Lebensstils. Warner Home Video, Hamburg 1984, VHS Nr. 2 (Fassung aus Loriots 60. Geburtstag).
- Loriot – Sein großes Sketch-Archiv. Warner Home Video, Hamburg 2001, DVD Nr. 3 (als Teil von Loriot 10).
- Loriot – Die vollständige Fernseh-Edition. Warner Home Video, Hamburg 2007, DVD Nr. 5 (als Teil von Loriots 60. Geburtstag).